# Disney Channel
Disney Channel este un canal de televiziune prin cablu specializat în programe pentru adolescenți, prin seriale și filme originale, originar din Statele Unite ale Americii, care s-a extins ulterior la nivel global. A fost anunțat ca post pentru copii, totuși în ultimii ani publicul a crescut atrăgând și o audiență mai în vârstă, în general adolescenții, adulții tineri și familiile tinere. În prezent disponibilă prin cablu sau satelit, rețeaua este proprietate a Disney-ABC Cable Network Group, o divizie a The Walt Disney Company. Rețeaua are sediul în Burbank, California, Statele Unite ale Americii, și de asemenea conduce un site numit DisneyChannel.com. Disney Channel a început să transmită HD 720p în alte țări din 19 martie 2008.

## Istorie

### Începuturi (1983-1997)
În 1983, The Walt Disney Company a anunțat că va lansa un post de televiziune care va oferi divertisment familiilor cu magia Disney de-alungul anilor. Disney Channel a fost format târziu în 1982 sub conducerea primului său președinte Alan Wagner. Canalul a început să emită programe din 18 aprilie 1983. La lansare, Disney Channel era un canal premium și emitea doar 16 ore pe zi de la 7:00 la 23:00.

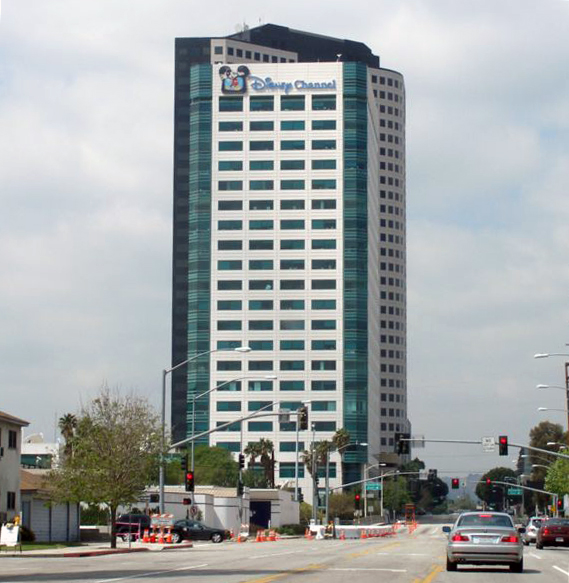
Sediul Disney Channel în Burbank

### Zoog/Vault - Era Disney (1997-2002)
În 1997 (pe unele piețe din 1994), Disney Channel a început să treacă de la canal premium la canal din pachete de bază extinse. În această perioadă Disney Channel a început să câștige audiență. 
Tot în 1997, Disney Channel a împărțit rețeaua în trei blocuri de programe: Playhouse Disney, cu seriale țintă pentru preșcolari. Vault Disney (Seiful Disney), cu seriale speciale mai vechi, și cel mai distinct bloc care rula dupămasă numit "Zoogs", care semănau cu roboți, dar li s-a dat voci umane, fiind gazdele blocului cu același nume. Blocul Zoog Disney a fost introdus în 1998 când Toon Disney a fost lansat.

### Disney Channel: relansat (2002-2007)
În Septembrie 2002, Disney Channel a fost treptat din nou remodelat. În primul rând "Zoog" a fost scos de la tv, dar numele a fost folosit până în 2003 pe un website separat, după care a fuzionat cu siteul principal Disney Channel. Apoi pe 9 septembrie 2002, materialul care rula în Vault Disney a fost întrerupt (pentru a ajuta ca postul să primească o nouă imagine). Ca rezultat premierele filmelor au fost micșorate la una pe seară de la două. Postul a sistat producerea dramelor și a reality-show-urilor, concentrându-se mai mult pe comedii cu acțiune reală și seriale animate, și Disney Channel a început să scoată cam două trei seriale noi pe an (de obicei două seriale animate și un serial cu acțiune reală). Logo-ul pe care îl are în prezent a fost implementat o lună mai târziu. Ca rezultat al acestor schimbări, din cele trei blocuri introduse în 1997, doar Playhouse Disney mai continuă și astăzi.
La data de 14 februarie 2011 canalul Playhouse Disney a fost înlocuit de Disney Junior.

### Disney Channel astăzi (2007-prezent)
În 2010, Disney Channel și-a remodelat look-ul. Logo-ul în loc să sară prin ecran, s-a transformat într-o panglică care se învârte pe ecran până când se formează logo-ul. De asemenea font-ul a fost actualizat și scris cu text aldin. Introducerile (bumpers) au fost și ele actualizate.
În 2009, Disney Channel a lansat seriale noi ca Sonny și steluța ei norocoasă (primul serial original filmat în HD) cu Demi Lovato în Februarie, și JONAS cu Jonas Brothers în rol principal în luna Mai. Filmele noi din 2009 includeau: Răpirea Tatălui, Renașterea lui Pete, Programul de protecție al prințeselor, Magicienii din Waverly Place: Filmul.
Târziu în octombrie 2009, Disney Channel a început un nou serial scurt numit: "have a laugh!" aceste segmente de 4 - 5 minute includ versiuni ale desenelor clasice Disney, redublate. Primul episod a debutând pe 26 octombrie 2009: Lonesome Ghosts (Fantome Singuratice).
Noul logo, care prezintă schița capului lui Mickey Mouse în pictograma unei aplicații dintr-un smartphone, a intrat în folosință în data de 27 mai 2010 (chiar dacă acest logo a fost văzut pentru prima dată în martie 2010), urmând ca și celelalte Canale Disney Channel să adopte acest logo. 
Disney Channel America Latină, Disney Channel Spania și Disney Channel Portugalia au adoptat deja acest logo, iar Disney Channel Italia îl folosește doar la promo.
În 2014, logo-ul a fost modificat complet, de această dată rămânând doar numele Disney Channel, și primind culoarea albastră.
În 2017, logo-ul a fost modificat din nou, schimbându-se nuanța culorii albastre în deschis.
În 2019, logo-ul a fost schimbat din nou, adăugându-se două nuante de albastru, închis și deschis, și culoarea albă. Acest logo e folosit în majoritatea țărilor, iar Disney Channel Europa ar trebui să adopte noul logo în anul 2021.

## Legături externe
- Site web oficial
- Disney Channel International

  Materiale media legate de Disney Channel la Wikimedia Commons